# Sport v České Lípě

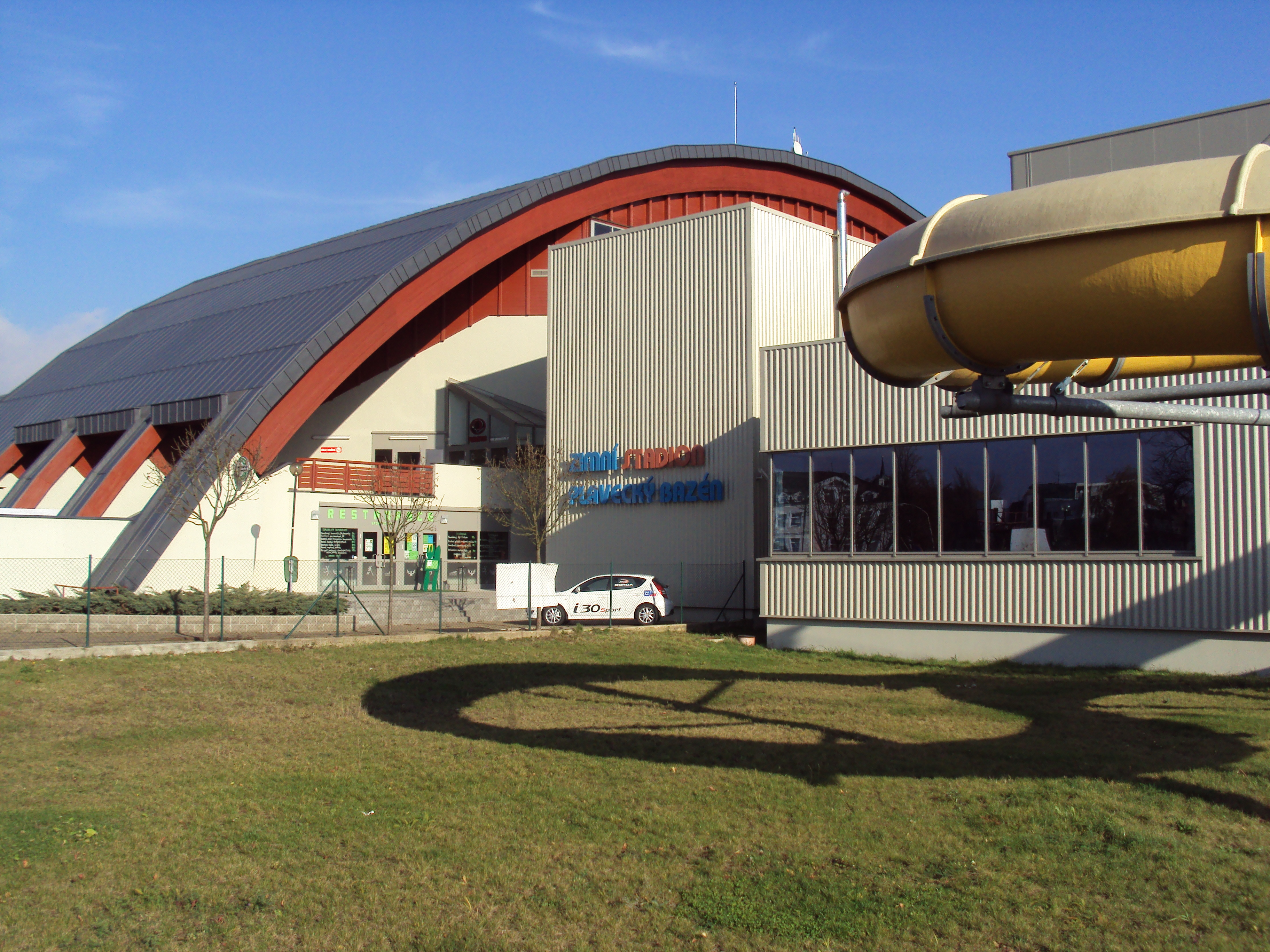
Zimní stadion a před ním Plavecký bazén

Sport v České Lípě a připojených částech se provozuje na několika sportoviších v různých sportovních klubech.

## Historie
První fotbalový klub ČsSK Česká Lípa byl založen v roce 1927 a zanikl roku 1939. Po válce ve městě působily dva větší fotbalové kluby, z nichž se vyvinuly dnešní FK Arsenal a TJ Lokomotiva. Počátky lehké atletiky jsou spojeny s předválečnými úspěchy studentů gymnázia, český atletický oddíl Athletic club Česká Lípa byl založen v roce 1947.

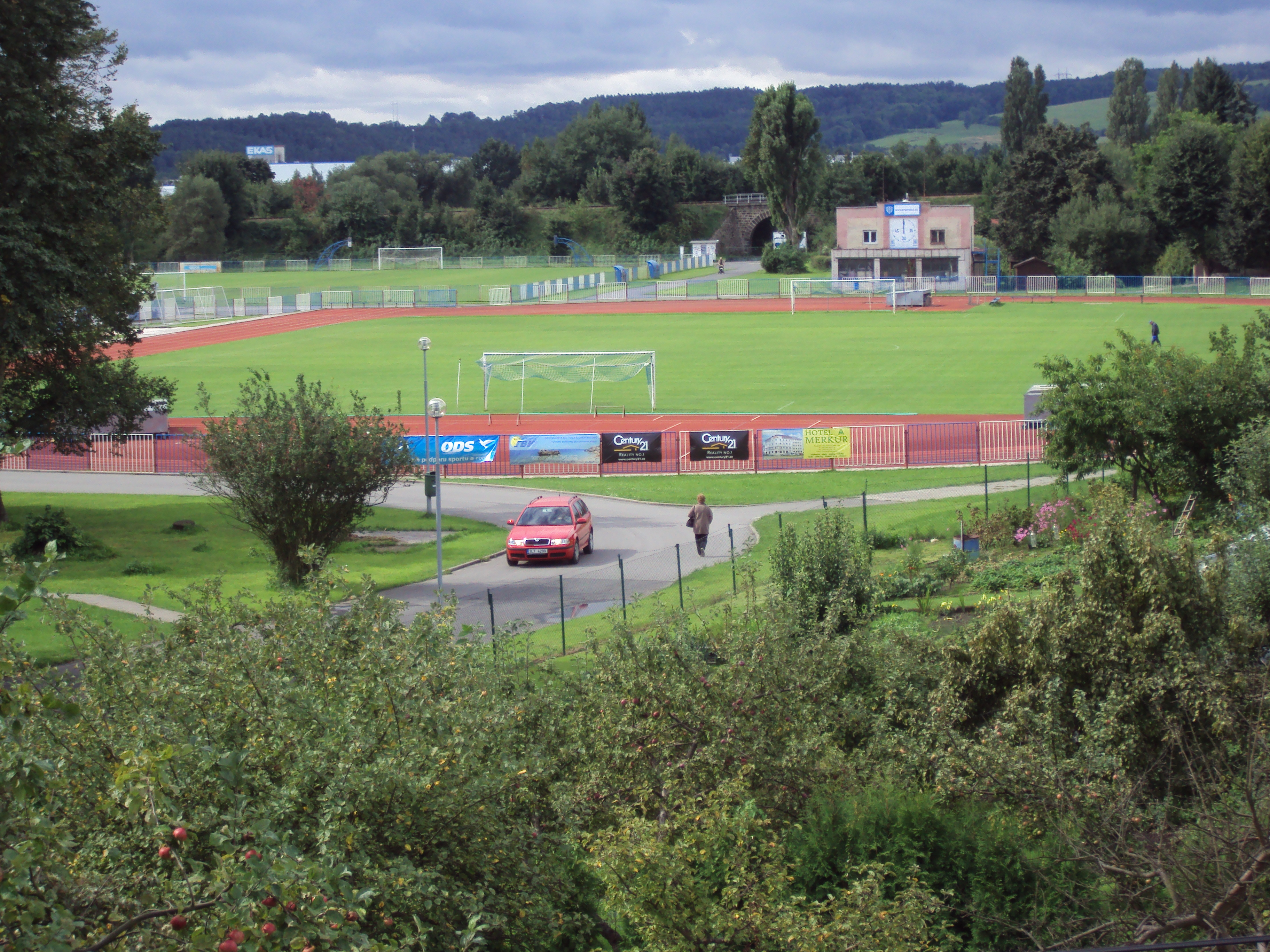
Areál fotbalistů FK Arsenal

## Současnost

### Vrcholový sport
Mistrovské tituly jednotlivců získávají plavci (Chocová), a karatisté. Rozvoj zaznamenává florbal. Od roku 2017 hraje českolipský tým FBC Česká Lípa nejvyšší mužskou soutěž – Superligu florbalu.

### Seznam sportovišť a stadionů v České Lípě
Město si vytvořilo příspěvkovou organizaci Sport Česká Lípa, která pečuje o tato sportoviště:
- Sportovní areál, kde je plavecká hala s tobogánem a zimní stadion (společná budova), poblíž Kauflandu, využíváno řadu klubů i veřejností
- Městský stadion – Boženy Němcové 3178, kde jsou otevřená hřiště pro fotbal (hlavní i tréninkové) , krytá hala pro tenis, venkovní tenisové kurty, sauna, solárium. V roce 2013 zde byla zabudována na jednom z hřišť umělá tráva. Areál přístupný volně veřejnosti trpí vandalismem.[4]
- Malá sportovní hala (Lokomotiva) – Hrnčířská č.p. 1439, poblíž Kauflandu
- Velká sportovní hala (nová z roku 2011, sousedí s malou, poblíž Kauflandu) [5]
- Plavecký bazén Sever – Sídliště, Školní 2520
- Skatepark, v sousedství zimního stadionu a plaveckého bazénu, blízko Kauflandu

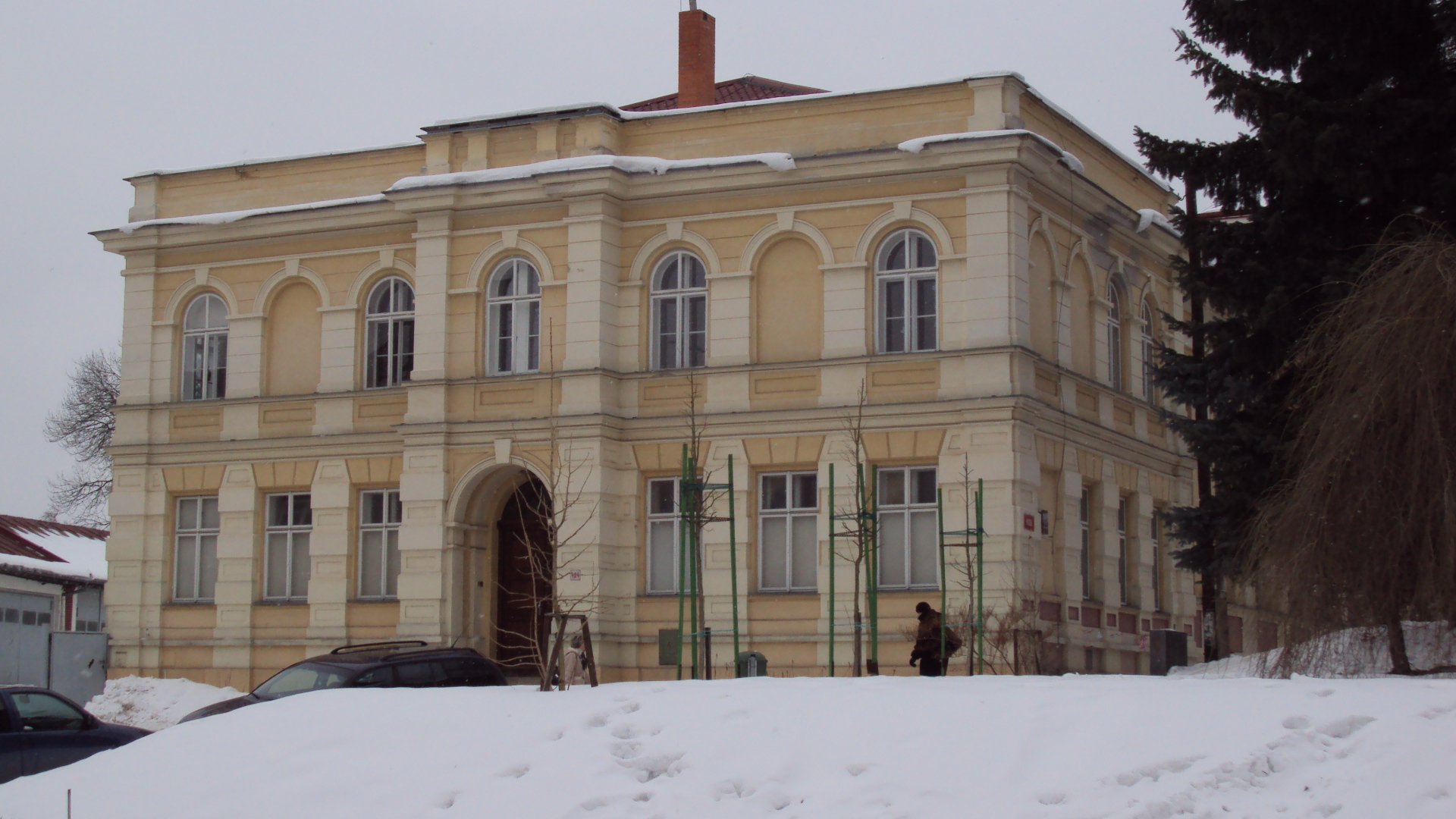
Tělocvična Pátovy školy

Dalšími sportovišti, která město přímo neohospodařuje, jsou
- Tělocvičny a hřiště českolipských škol
- Relax centrum OLYMPIA, squash, bowling, sauna,
- Bowling, na třech místech města
- Sportovní areál TJ Lokomotivy poblíž vlakového nádraží s řadou hřišť vč. fotbalového,
- Letiště Lada - aeroklub, vyhlídkové lety
- Autodrom Sosnová - desítky motoristických akcí vč. Mistrovství republiky

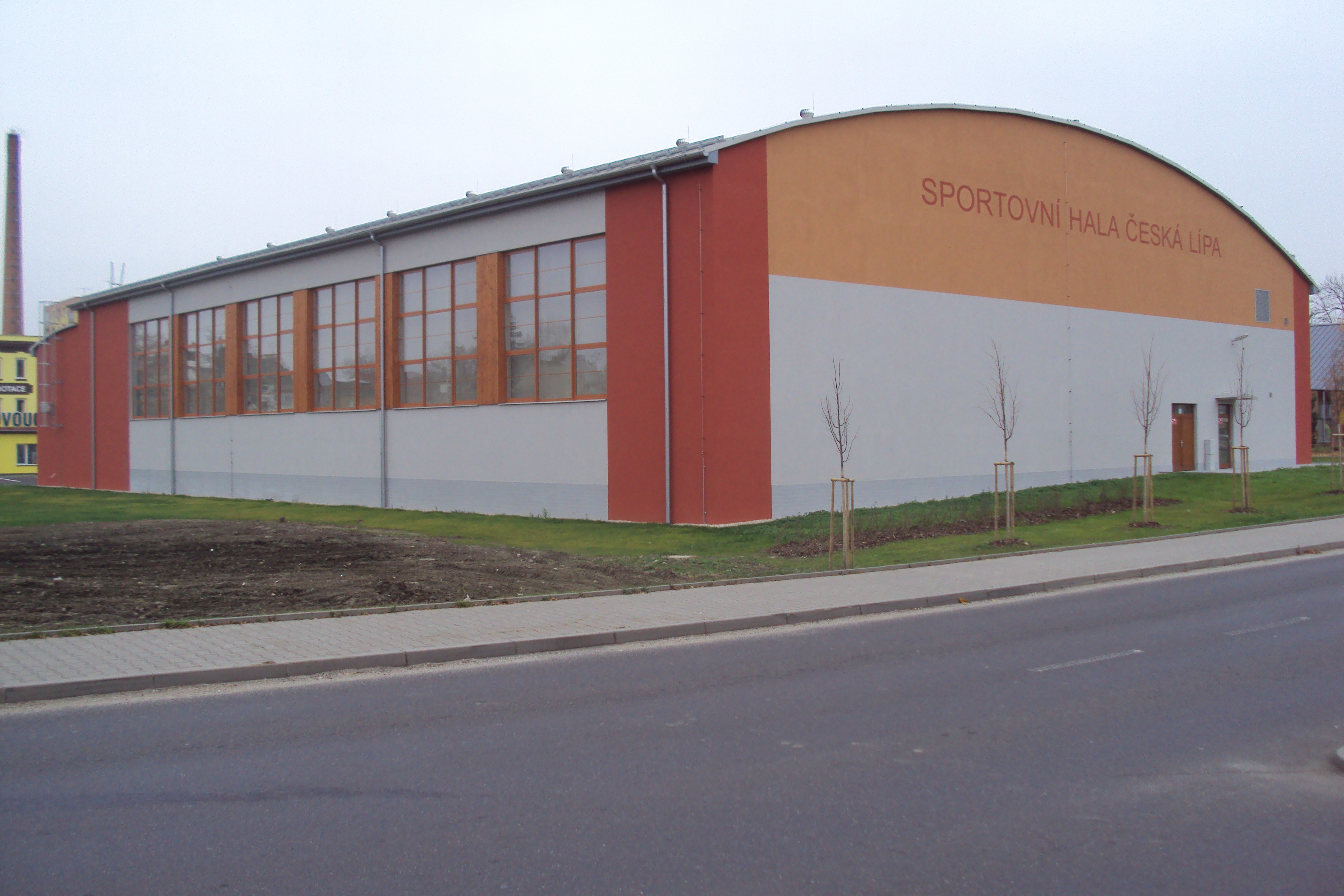
Sportovní hala z roku 2011

- Kuželna TJ Narex ve Svárově

### Seznam sportovních celků v České Lípě
Zastřešujícím orgánem byl OV ČSTV, který se změnil na Sportovní unii Českolipska.
- HC Česká Lípa, hokej, hrají na Zimním stadionu

- FK Arsenal Česká Lípa, fotbal, hrají na Městském stadionu

- TJ Lokomotiva Česká Lípa, fotbal, volejbal s 9 týmy, stolní tenis, házená, judo, aikido

- Atletic club Česká Lípa, lehká atletika.
  - Juniorky získaly titul mistryně Čech za rok 2013 v soutěži družstev a právo postupu na Mistrovství České republiky družstev, které proběhne počátkem října 2013.[6]

- FBC Česká Lípa, florbalový klub s řadou oddílů mužů, žen i dětí (např. Autodrom, Plast aj.), mecenáš klubu a hráč Štěpán Slaný hrál i za českou reprezentaci.[7]

- FBK Gladiators - florbalový klub založený roku 2012, hraje Libereckou ligu mužů.[8]

- Sport Relax Znamenáček, karate FSKA, pořadatelé řady mistrovských soutěží, držitelé řady mistrovských titulů.[9][10]

- FC Démoni Česká Lípa, futsalový klub s několika týmy
- F. A. Zole, futsalový klub přezdívaný Fazole[11]

- REAS Česká Lípa, futsalový tým hrající v sezoně 2012 / 2013 okresní přebor[12]
  - Tým hrál původně s názvem FC Malibu Česká Lípa okresní přebor. V roce 2012 získal sponzora v agentuře Reas agency, změnil si název na FC Reas Česká Lípa a od roku 2013 ve změněné sestavě hraje krajský přebor.[13]

- Plavecký klub Česká Lípa, zde závodí reprezentantka Petra Chocová
- SK Kraso Česká Lípa, krasobruslařský oddíl založený roku 2009.[14] V listopadu 2013 byl oddíl pořadatelem II. ročníku závodů Českolipská pirueta, jehož se zúčastnilo 180 soutěžících dětí z 27 oddílů.[15]
- TJ Kuželky Česká Lípa, kuželkáři z České Lípy Svárova, týmy A (3. KLM skupina B), B a C týmy hrají krajský přebor.[16]
- Sportovně střelecký klub Manušice, závodí za něj mistryně České republiky Zuzana Šostková
- SK Matchball Česká Lípa, tenisový klub
- Asociace amatérských Sportovců Českolipska, o.s., pořadatel turnajů kopané a basketbalu[17][18]
- Andílci Česká Lípa - futsalový tým hrající okresní třídu.[19]
- Sportovní klub MS AUTO, založen roku 1998, zaměřen na silniční cyklistiku, pořadatel každoročního seriálu závodů Českolipský silniční pohár.[20]